# Sergej Kud'-Sverčkov
Sergej Vladimirovič Kud'-Sverčkov (in russo: Сергей Владимирович Кудь-Сверчков; Baıqońyr, 23 agosto 1983) è un cosmonauta russo.
Prese parte alla missione spaziale di lunga durata Sojuz MS-17 (Expedition 64) a bordo della Stazione Spaziale Internazionale (ISS) tra ottobre 2020 e aprile 2021. È assegnato alla missione Sojuz MS-28 (Expedition 74) come comandante della Sojuz, la cui partenza è prevista per novembre 2025.

## Biografia

### Istruzione e primi lavori
Nel 2000 si è diplomato alla scuola superiore Nº20 della città di Korolëv. Ha poi studiato ingegneria dei motori a razzo presso l'Università tecnica statale di Mosca (MGTU), laureandosi nel 2006. Dall'agosto dello stesso anno fino alla selezione di cosmonauta ha lavorato da RKK Ėnergija, prima come ingegnere di seconda categoria e poi, dal 2009, di prima categoria.

### Carriera di cosmonauta
Nel 2008 è stato dichiarato idoneo per ricoprire la posizione di candidato cosmonauta di RKK Ėnergija per una futura selezione, avvenuta il 26 aprile 2010 (Gruppo cosmonauti RKKE 17). Il 15 novembre 2010 ha iniziato l'addestramento generale dello spazio di un anno e mezzo presso il Centro di addestramento cosmonauti Jurij Gagarin (GCTC). Alla decisione di Roscosmos di creare un solo Corpo di cosmonauti, si dimise da RKK Ėnergija; pochi giorni dopo, il 22 gennaio, per ordine del Capo del GCTC, è stato assunto dal GCTC come candidato cosmonauta.
L'addestramento comprendeva lezioni della Sojuz e del Segmento russo della ISS e dei loro sistemi, esercitazioni di sopravvivenza, addestramento di volo con l'L-39 diurni e notturni, dieci voli parabolici nell'aereo Il-76 MDK, tre attività extraveicolari nell'Hydro Laboratory con la tuta Orlan-MK e paracadutismo. Dopo aver completato l'addestramento, è stato ammesso all'Esame di stato che ha superato il 31 luglio 2012. Pochi giorni dopo, il 3 agosto, la Commissione Interdipartimentale l'ha nominato ufficialmente Cosmonauta collaudatore di Roscosmos. Ha poi continuato l'addestramento di gruppo, migliorando le proprie conoscenze della Sojuz e della ISS, svolto ulteriori esercitazioni, tra cui ad agosto 2012 nel deserto, nel 2014 nell'acqua e nelle grotte (ESA CAVES 2014), nel 2016 nelle montagne e la seconda fase dell'addestramento di paracadutismo, e nel 2018 addestramenti di fotografia a bordo dell'aereo Tu-134LK. Nel 2016 era stato assegnato in via ufficiosa all'equipaggio principale della Sojuz MS-12, ma, a causa della decisione di Roscosmos di ridurre il numero dei propri cosmonauti a bordo della ISS, è stato rimosso dall'equipaggio.

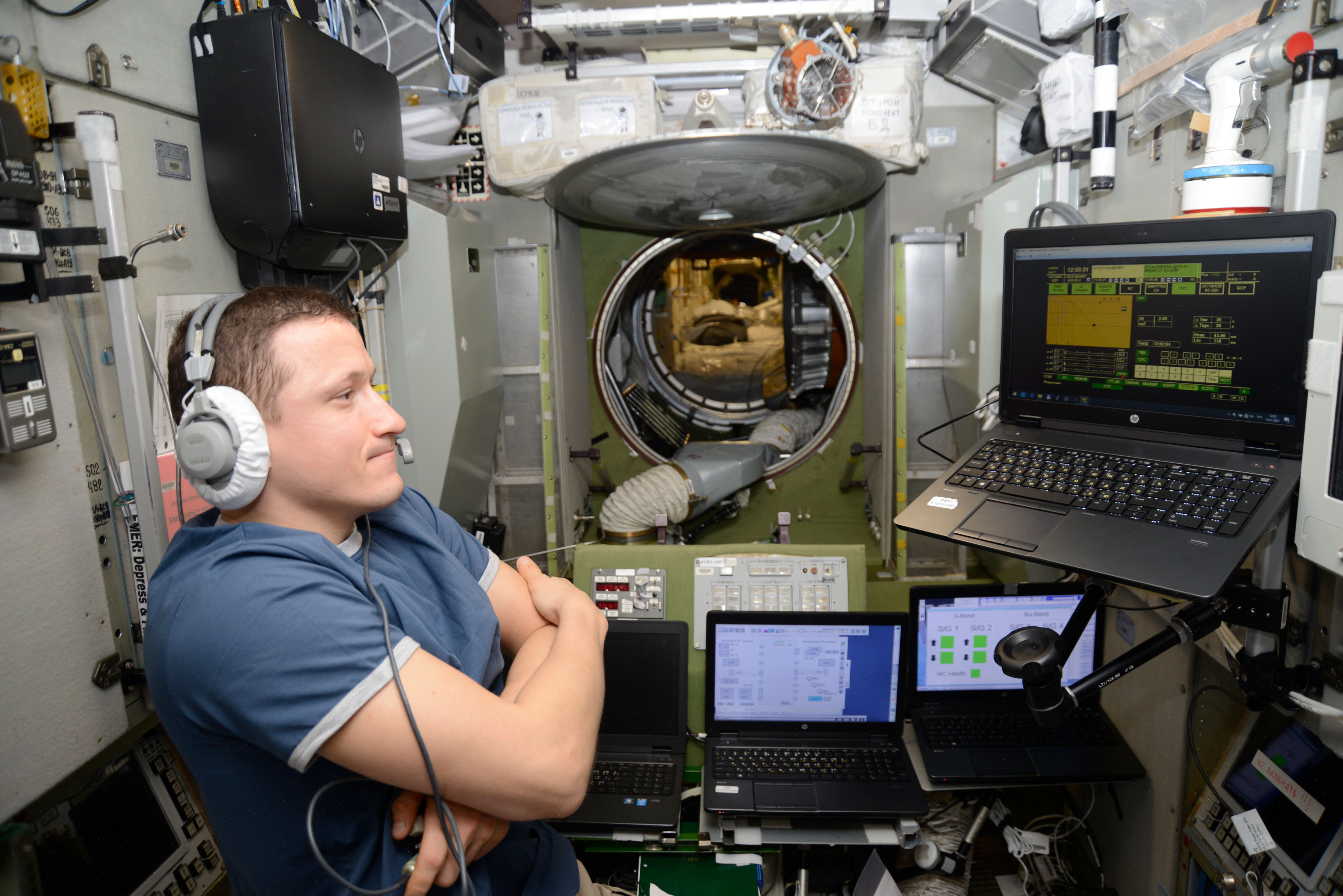
Kud'-Sverčkov lavora sul modulo Zvezda durante l'Expedition 64

#### Sojuz MS-18 (Expedition 64)
Ad agosto 2018 è stato assegnato all'equipaggio della Sojuz MS-18 con il comandante Sergej Ryžikov, venendo poi trasferito alla Sojuz MS-17 nel maggio 2020. Il lancio insieme a Ryžikov e Kathleen Rubins è avvenuto il 14 ottobre 2020. L'equipaggio portò con se un nuovo sigillante che migliorò la condizione della crepa nel modulo Zvezda scoperta appena un mese prima del lancio. Nel periodo successivo all'arrivo sulla ISS il compito principale dei cosmonauti fu quello di valutare la condizione della crepa e del modulo Zvezda in generale; venne deciso di tenere chiuso il più possibile il compartimento intermedio. Oltre alle attività scientifiche, si occupo di manutenzione del Segmento russo, tra cui svolgendo un'attività extraveicolare (EVA) con Ryžikov il 18 novembre 2020 di quasi sette ore, durante la quale venne provata la sostituzione di un pannello del regolatore di flusso di liquido su Zarja, svolti i lavori sulle apparecchiature scientifiche, lo spostamento dell'antenna Tranzit-B da Pirs al Poisk, lo spostamento dei sensori per l'unità di controllo delle precipitazioni e della pressione su Poisk. Queste attività vennero svolte in previsione dello sgancio di Pirs per la sua sostituzione con il nuovo modulo Nauka, che sarebbe stato lanciato nel luglio 2021. Supervisionò insieme a Ryžikov all'avvicinamento con la ISS del veicoli cargo russo Progress MS-16 e l'allontanamento della Progress MS-15. Durante questa Expedition gli unici abitanti del Segmento russo erano Kud'-Sverčkov e Ryžikov, vista l'assenza di un cosmonauta a bordo nei primi voli Crew Dragon, e si dovevano occupare loro di tutte le attività. Fece ritorno sulla Terra nell'aprile 2021, dopo 184 giorni di missione.

#### Sojuz MS-28 (Expedition 74)
Nel maggio 2024 iniziò l'addestramento come comandante dell'equipaggio di riserva della Sojuz MS-27 e dell'equipaggio principale della Sojuz MS-28 (Expedition 74) il cui inizio è previso per novembre 2025.